# Йенсен, Мортен
Мортен Йенсен (дат. Morten Jensen; 1 марта 1997, Эсбьерг, Дания) — датский хоккеист, защитник.

## Карьера
Начинал свою взрослую карьеру в местной команде «Эсбьерг», затем хоккеист попал в систему шведского «Рёгле». Провел за основной состав команды несколько матчей в Шведской элитной серии. В 2017 году вернулся на родину в команду «Рунгстед Сайер Кэпитал», за которую с перерывами продолжает выступать. Вместе с ней Йенсен становился чемпионом своей страны.

### В сборной
Играл за юниорскую и молодежную национальную команду страны. В 2022 году в составе сборной Дании дебютировал на Чемпионате мира, который прошел в Финляндии.

## Достижения
- Чемпион Датской хоккейной лиги (2): 2018/19, 2020/21.
- Обладатель Кубка Дании (1): 2018/19.